# Warner Hahn
Warner Lloyd Hahn (Rotterdam, 15 de julho de 1992) é um futebolista surinamês que joga como goleiro. Atualmente joga pelo Hammarby. Nascido nos Países Baixos, representa o Suriname em partidas internacionais.

## Carreira
Após jogar nas categorias de base de 3 clubes (vv Alexandria '66, Sparta Rotterdam e Ajax), Hahn iniciou a carreira profissional em 2012, no FC Dordrecht - anteriormente, recusou uma proposta do NAC Breda para ser reserva de Jelle ten Rouwelaar.
Em 2014, foi contratado pelo Feyenoord, mas não jogou nenhuma partida - durante seu vínculo com o Stadionclub, foi emprestado para PEC Zwolle e Excelsior
Jogou também por Heerenveen, Anderlecht (não jogou), Go Ahead Eagles e IFK Göteborg antes de assinar com o Kyoto Sanga em janeiro de 2023, jogando apenas 4 partidas pelo clube japonês (3 pela Copa da Liga Japonesa e outra pela Copa do Imperador), voltando ao futebol europeu em julho de 2024 para defender o Hammarby.
Em agosto, o goleiro chamou a atenção durante uma partida contra o GAIS, pelo Campeonato Sueco, ao vestir um uniforme retrô  e usar uma boina na cabeça, em alusão às comemorações do centenário do torneio.

## Carreira internacional
Com passagem pelas seleções de base dos Países Baixos, Hahn foi convocado pelo técnico Dean Gorré para defender o Suriname (onde possui origens), estreando contra as Ilhas Cayman em março de 2021, pelas eliminatórias da Copa de 2022. 
Foi convocado também para a Copa Ouro da CONCACAF, a primeira competição disputada pelos surinameses como país independente. Atuou nas 3 partidas dos surinameses na competição, mas não evitou a eliminação na fase de grupos.

## Títulos

### Individuais
- Goleiro do Ano do Campeonato Sueco: 2024